# 빌헬름스하펜
빌헬름스하펜(Wilhelmshaven)은 니더작센주에 있는 도시이다. 인구는 8만 2797명(2006년)이고, 브레멘의 북서쪽으로는 64km, 함부르크 서쪽에 있는 북해 어귀의 야데 만에 면해 있다.

## 산업
중기, 자동차 섀시, 전기 설비, 섬유 등의 제조업이 활발하다. 운하로는 엠덴과 연결되며 송유관이 쾰른과 루르 공업지대까지 연결되어 있다.

## 자매 도시
- 프랑스 비시 (1965년)
- 미국 노퍽 (1976년)
- 영국 던펌린 (1979년)
- 폴란드 비드고슈치 (2006년)